# Catasetum mentosum
Catasetum mentosum là một loài thực vật có hoa trong họ Lan. Loài này được Lem. mô tả khoa học đầu tiên năm 1852.